# Amomongo
O Amomongo é uma criatura da mitologia filipina descrita como cabeluda, do tamanho de um homem e aparentada ao macaco, com grandes unhas. O termo pode ter suas raízes na palavra Hiligaynon amó, que significa "macaco" ou "símio". Residentes de La Castellana na Negros Ocidental se referem à criatura como um "símio selvagem" que vive em cavernas próximo ao pé do Monte Kanlaon. Da criatura é dito ter atacado dois residentes do assentamento e ter estripado bodes e galinhas na área, com o objetivo de comer suas entranhas.